# W del Bover
W del Bover (W Bootis) és un estel variable a la constel·lació del Bover, el pastor, de magnitud aparent +4,83. S'hi troba aproximadament a 890 anys llum del sistema solar.
W del Bover és una gegant vermella de tipus espectral M3III amb una temperatura efectiva de 3.760 K. La seva lluminositat, incloent la llum infraroja emesa, és 2.990 vegades major que la del Sol. El seu radi és 130 vegades més gran que el radi solar, equivalent a 0,60 ua. Amb una edat de 100 milions d'anys, W Bootis va nàixer com un estel blau de tipus B4 —similar a com puga ser avui λ Crucis— fa uns 100 milions d'anys; com a estel gegant no se sap si la seva lluentor augmenta per primera vegada amb un nucli inert d'heli o si ho fa per segona vegada amb un nucli inert de carboni i oxigen.
W del Bover està classificat com un estel variable semiregular amb una variació en la seva lluentor entre magnitud +4,73 i +5,40, amb un incert període de 30 o 450 dies. Estudis recents indiquen que la variació pot ser amb prou feines unes centenes de magnitud amb un període principal de 35,2 dies.